# Zeche Wohlgemuth
Die Zeche Wohlgemuth an der Grenze zwischen Essen-Kupferdreh und Essen-Byfang ist ein ehemaliges Steinkohlenbergwerk. Das Bergwerk war auch unter den Namen Zeche Wohlgemut, Zeche Hinsbeck und Kunstwerk in der Hinsbecker Mark bekannt. Das Bergwerk befand sich im Bereich des heutigen Wohlgemuthweges.

## Bergwerksgeschichte
Im Jahr 1792 wurde die Konzession für den Kohlenabbau durch den Abt von Werden erteilt. Noch im selben Jahr wurde mit dem Stollenbau begonnen. Im Jahr 1796 wurde die Konzession zum Abbau eines weiteren Flözes erteilt. Im Jahr 1798 wurde eine mechanisch betriebene Wasserkunst eingesetzt. Die Maschine war von Franz Dinnendahl erbaut worden und sollte den Übergang zum Tiefbau sicherstellen. Im Jahr 1802 erteilten die Bergwerksbesitzer den Auftrag an Franz Dinnendahl, eine Dampfmaschine zur Wasserhebung zu bauen. Die Maschine sollte das Grubenwasser aus einer Teufe von acht Lachtern heben (ca. 14,5 m). Im Jahr 1803 ging die Wasserhaltungsdampfmaschine in Betrieb. Die Maschine hob das Grubenwasser aus einer Teufe von 24 Metern. Im Jahr 1805 wurde unter der Stollensohle abgebaut. Im Jahr 1814 wurde der Betrieb des Bergwerks eingestellt. Im Jahr darauf wurde das Bergwerk in Fristen gelegt, im selben Jahr wurden die restlichen Kohlen verkauft. Die von Dinnendahl installierte Wasserhaltungsmaschine lief auch in diesem Jahr ohne wesentliche Beanstandungen. Ende Juli des Jahres 1830 wurde das Bergwerk wieder in Betrieb genommen. Im selben Jahr noch wurden die Teufarbeiten für einen Maschinenschacht begonnen. Es wurde nur im geringen Umfang Abbau betrieben. Von der Zeche Vereinigte Wasserschneppe wurde eine Wasserhaltungsdampfmaschine angekauft und im darauffolgenden Jahr in Betrieb genommen. Im Jahr 1832 wurden 236.421 Scheffel Steinkohle gefördert. In 1832 waren 83 Bergleute auf der Zeche Wohlgemuth beschäftigt. Im Jahr 1836 wurde im Tiefbau bis zu einer seigeren Teufe von 25 Metern unterhalb der Stollensohle abgebaut. Es waren eine dampfgetriebene Fördermaschine und eine Wasserhaltungsdampfmaschine in Betrieb. In diesem Jahr wurden 29.774 ½ preußische Tonnen Steinkohle gefördert. Ab dem Jahr 1837 wurde das Bergwerk für mehrere Jahre in Fristen gelegt. Am 28. Juni des Jahres 1856 wurde ein Geviertfeld verliehen. Weitere Anmerkungen zur Zeche Wohlgemuth fehlen.